# Ekobanken
Ekobanken (Ekobanken medlemsbank), är en svensk etisk bank som lånar ut till verksamheter med ekologiska, sociala och kulturella mervärden. Huvudkontoret är placerat i Järna. Ekobanken har även kontor i Gamla Stan i Stockholm för bokade besök. Ekobanken är transparent med sin utlåning till företag och föreningar genom att publicera informationen om alla låntagare på hemsidan och i sin årsredovisning.
Ekobanken fick sitt bankoktroj från Finansinspektionen 1998 och startade sin verksamhet i Järna.
Ekobanken driver sin verksamhet enbart inom Sveriges gränser. Bankens tjänster riktar sig till både privatpersoner och föreningar samt företag. Bankens balansomslutning är ca 1,4 Mdkr och har en årlig tillväxt på cirka 10 procent. Ekobanken har aldrig haft någon kreditförlust. Banken har ca 7 000 kunder och omfattas av den statliga insättningsgarantin.
Medlemsinsatser (andelar) finns i två former:
- Obligatorisk andel utan kurs på 1 000 kronor. Andelen ger en röst på bankens årsstämma.
- Frivilliga ytterligare andelar med en kurs som årligen fastställs av styrelsen. Dessa andelar ger fler röster, dock högst 10 procent av rösterna på stämman.

Banken var 2014 först i Sverige med bolån med en hållbarhetsrabatt. Den ges för hus märkta med Svanen eller Miljöbyggnad (silver o guld).
Ekobanken är med i Global Alliance for Banking on Values (GABV), ett internationellt nätverk av banker som arbetar för att göra kapital hållbart och transparent.